# Округ Прери (Арканзас)
Округ Прери (енгл. Prairie County) је округ у америчкој савезној држави Арканзас. По попису из 2010. године број становника је 8.715. Седишта округа су градови Des Arc и Des ArcBluff.

## Демографија
Према попису становништва из 2010. у округу је живело 8.715 становника, што је 824 (8,6%) становника мање него 2000. године.
| Група             | 2000.         | 2010.         |
| Белци             | 8.060 (84,5%) | 7.470 (85,7%) |
| Афроамериканци    | 1.308 (13,7%) | 1.064 (12,2%) |
| Азијати           | 17 (0,2%)     | 6 (0,1%)      |
| Хиспаноамериканци | 77 (0,8%)     | 81 (0,9%)     |
| Укупно            | 9.539         | 8.715         |